# Баняне
Баняне или Баняни (на македонска литературна норма: Бањане) е село в Северна Македония в община Чучер (Чучер Сандево).

## География
Селото е разположено в областта Църногория - югозападните покрайнини на Скопска Църна гора, на 15 километра северно от столицата Скопие. Край Баняне са разположени двете средновековни манастирски църкви „Свети Никита“ и „Свети Илия“ от XIV век, както и „Свети Георги“ от XVI век.

## История
Засвидетелствани форми на името са Баніане (1308), оу Баніахь (1309), ѡт Баніань, оу Баніане, мегю Баніане (1348). Според Йордан Заимов етимологията на името е от водното име Баня с много паралели.
В края на XIX век Баняне е българско село в Скопска каза на Османската империя. Според статистиката на Васил Кънчов от 1900 година („Македония. Етнография и статистика“) Баняни е село, населявано от 400 жители българи християни.
Цялото население на селото е сърбоманско под върховенството на Цариградската патриаршия. Според патриаршеския митрополит Фирмилиан в 1902 година в селото има 70 сръбски патриаршистки къщи. Според секретен доклад на българското консулство в Скопие селото е населено със сръбски бежанци в периода 1689-1739 година. По данни на секретаря на Българската екзархия Димитър Мишев („La Macédoine et sa Population Chrétienne“) в 1905 година в Баняни има 600 българи патриаршисти сърбомани и в селото функционира сръбско училище.
При избухването на Балканската война в 1912 година един човек от Баняне е доброволец в Македоно-одринското опълчение.
След Междусъюзническата война в 1913 година селото попада в Сърбия.
На етническата си карта от 1927 година Леонард Шулце Йена показва Баняни (Banjani) като сръбско село.
На етническата си карта на Северозападна Македония в 1929 година Афанасий Селишчев отбелязва Баняне като българско село.
Според преброяването от 2002 година Баняне има 597 жители.
| Националност     | Всичко |
| северномакедонци | 294    |
| албанци          | 0      |
| турци            | 0      |
| роми             | 0      |
| власи            | 0      |
| сърби            | 288    |
| бошняци          | 0      |
| други            | 5      |

## Личности
Родени в Баняне
- Стефан Василев, македоно-одрински опълченец, Първа рота на Осма костурска дружина, носител на орден „За храброст“ IV степен[10]